# Go West!
『Go West!』（ゴー ウエスト）は、矢上裕による日本の漫画作品。『月刊電撃コミックガオ!』（メディアワークス）にて2003年2月号から2005年1月号にかけて連載され、単行本は全4巻で完結した。
アメリカの西部開拓時代をモデルにした「西遊記」パロディー漫画。

## ストーリー
生まれて間もなく両親と生き別れることになった少女ナオミ。孤児として18年を過ごしていたある日、両親が新大陸に渡ったという話を聞き、それを確かめるために単身、新大陸へと降り立つ。旅の途中で、西にしか進まないと言う馬のレッド、自分を生き別れの家族と思い込むミンゴとガンマン、さらに最初の町で知り合ったジャックを加え、4人と1頭の西へと向かう旅が始まった。

## 登場人物
ナオミ
本編の主人公。18歳。黄色人種の少女で、生まれて間もなく、両親が乗っていた移民船が火事に見舞われたために一人救命ボードに乗せられ、海を漂流していたところを救助された。孤児として過ごしていたが、両親が新大陸に渡って西を目指したという話を知り、単身で新大陸に渡った。孤児のため、苗字を持っていない。当初はよく足をつまづかせたりと頼りない面があったが、格闘センスや射撃の腕前など、旅が進むにつれて徐々に成長を見せるようになった。
ミンゴ・ボンバー
黒人の青年で、特徴的なアフロヘアーがトレードマーク。ダイナマイトを使いこなす爆発魔で、お尋ね者として高額の賞金が掛けられていた。陽気でお調子者な性格。自身に向けられた銃弾の嵐を容易く避けるほどの運動能力を持ち、格闘技においても優れている。ナオミのことを、黄色人種の母が離婚後に産んだ、生き別れの妹と思い込み、旅に同行した。
ガンマン
白人の中年男性。賞金稼ぎで、銃で目標を全発命中させる凄腕の持ち主である。寡黙な性格。本名不明で作中でも明かされることなく、そのために「ガンマン」や「名無し」と呼ばれている。ナオミのことを離婚後に亡くなった黄色人種の妻との間に生まれた娘だと思い込み、旅に同行した。
ジャック
白人の青年。入国審査のアルバイトをしていた時に、新大陸に到着したナオミと知り合った。当初は旅に不慣れなナオミに帰国するよう忠告していたが本心では心配しており、彼女を追いかけながらいつの間にか旅に同行するようになった。基本的に戦闘能力はないが、レッドの爆走に巻き込まれて負傷してもどうにか立ち上がるなど、かなり打たれ強い。亡くなった恋人の墓を探していた。
レッド・バレット
額に傷跡を持つ赤毛の馬。絶対に曲がることなく西の方角へと突き進んでいく馬で、馬具を付けているにもかかわらずに人を自分に乗せようとしなかったが、町で出会ったナオミと西へ向かうと言う目的が同じことから、彼女を（半ば強引に）自らの乗り手にした。桁外れの馬力を持っており、自分のコース上の建物を構わず吹き飛ばしていく。名前はRed Bullet（赤い弾丸）という意味から名付けられた。
ダグラス
カウボーイ・ギアの専門職人。カウボーイたちによる西部開拓を目論んでいたが、若いカウボーイたちとの考えの違いに憂い、引退することも考えていたが、ナオミの前向きな考え方に刺激され、自身の道を取り戻した。ナオミにカウボーイ・ギアを無料で提供した。
シルヴィア
新大陸中を回る白人の女性保安官。美人だが冷静で、怜悧な印象を持つ。行く先々で何かと騒ぎを起こすナオミ一行によく関わっており、彼らの能力に一目置いている。
デス・カチーナ
正体不明の、開拓史上最悪の殺人鬼。不気味な被り物を被り、町に現れては無差別な殺戮を繰り返し、特に白人に対しては強い憎悪を持っていた。ナオミのことを知る人物でもある。